# بايجز (معالج نصوص)
بايجز (أي الصفحات) (بالإنجليزية: Pages)‏ هو برنامج معالجة نصوص تم تطويره بواسطة شركة أبل (Apple Inc)، وهو جزء من مجموعة آي وورك (iWork) الإنتاجية. يعمل البرنامج على أنظمة التشغيل ماك أو إس (macOS) و آي باد أو إس (iPadOS) و أي أو إس (iOS)، ومُتاح أيضًا على موقع آي كلاود. تم إصدار الإصدار الأول منه في فبراير 2005. يتم تسويق البرنامج بواسطة أبل كتطبيق سهل الاستخدام يسمح للمستخدمين بإنشاء مستندات بسرعة على أجهزتهم. يتضمن البرنامج العديد من القوالب المصممة بواسطة أبل والتي تحتوي على موضوعات مختلفة (مثل الرسائل والسير الذاتية والملصقات والمخططات التفصيلية).

## تاريخ
في 11 يناير 2005، أعلنت شركة أبل عن الإصدار الأول من برنامج "بايجز" (Pages)، كجزء من (iWork '05). في 6 يناير 2009، أصدرت أبل الإصدار الرابع من البرنامج كجزء من (iWork '09). في 27 يناير 2010، أعلنت شركة أبل عن إصدار جديد منه لجهاز آي باد بواجهة تعمل باللمس. في 31 مايو 2011، قامت شركة أبل بتحديث إصدار آي أو إس من البرنامج إلى 1.4، مما وفرته كثنائي عالمي، مما سمح بتشغيل التطبيق على أجهزة آيفون وآي بود تاتش، بالإضافة إلى أجهزة آي باد. في 12 أكتوبر 2011، قامت أبل بتحديث تطبيق آي أو إس إلى الإصدار 1.5، مُضيفة ميزة "المستندات في السحابة" على آي كلاود. تم تحديث إصدار آي أو إس إلى الإصدار 1.6 في 7 مارس 2012، وسيعمل فقط على نظام التشغيل (iOS 5.1) أو الإصدارات الأحدث. تم تحديث البرنامج لنظام التشغيلماك أو إس إلى الإصدار 4.3 في 4 ديسمبر 2012، لدعم البرنامج 1.7 لنظام التشغيل آي أو إس، والذي تم إصداره في نفس اليوم. قدم البرنامج لنظام التشغيل آي أو إس 1.7.1 توافقًا أفضل لنظام التشغيل ماك، كما أضافت النسخة 1.7.2، التي تم إصدارها في 7 مارس 2013، تحسينات الاستقرار وإصلاحات الأخطاء فقط.
في 23 أكتوبر 2013، أصدرت أبل تصميمًا جديدًا (5.0) وجعلته مجانيًا لأي شخص لديه جهاز آي أو إس. في هذا الإصدار، لم يتم تضمين العديد من القوالب، فضلاً عن بعض الميزات المتقدمة التي كانت متوفرة في الإصدار 4.3. تمت إعادة بعض هذه الميزات المفقودة في الإصدارات اللاحقة، ولكن الإصدار الحالي لا يزال يفتقر إلى الميزات من الإصدار 4.3، بما في ذلك القدرة على تحديد مناطق غير متجاورة من النص، ووظائف البحث/الاستبدال المتقدمة، والمزيد. [بحاجة لتحديث]

## السِّمات
برنامج بايجز هو تطبيق لمعالجة النصوص وتخطيط الصفحات. عند فتحه لأول مرة، يتم تقديم أداة اختيار القالب للمستخدمين والتي تسمح لهم بالبدء بمستند فارغ أو بقالب مصمم مسبقًا - بما في ذلك التقرير الأساسي والرسالة والسيرة الذاتية والمظروف وبطاقة العمل والمنشورات والملصقات والبطاقات والمتنوعة وقسم النشرة الإخبارية من القوالب - والتي تحتوي على نص مؤقت وصور يمكن استبدالها عن طريق سحب وإفلات الصور من متصفح الوسائط. يوفر متصفح الوسائط إمكانية الوصول السريع إلى الوسائط من آي تيونز (iTunes) و آي موفي (iMovie) و الصور (أبل). يمكن للمستخدمين سحب وإفلات الموسيقى والأفلام والصور مباشرة في مستندات البرنامج من نافذة متصفح الوسائط.
تحتوي كل نافذة مستند على شريط أدوات، والذي يوفر إمكانية الوصول بنقرة واحدة إلى الوظائف المستخدمة بشكل شائع مثل إدراج الكائنات (مربعات النص والأشكال والجداول والرسوم البيانية والتعليقات)، وتحميل المستند إلى (iWork.com)، وإضافة صفحات إضافية. بالإضافة إلى ذلك، تحتوي نافذة المستند على شريط تنسيق سياقي يسمح بتنسيق النص وتعديل الصور بنقرة واحدة. عند تحديد النص، يتيح شريط التنسيق للمستخدمين اختيار الخطوط وحجم النص واللون، وضبط المسافة بين الأسطر ومحاذاتها. عند تحديد صورة، يعرض شريط التنسيق أدوات لضبط التعتيم، وإظهار وإخفاء تأثيرات الظل والانعكاس، وإخفاء الصورة. توفر نافذة "المفتش" (Inspector) المنفصلة جميع خيارات التنسيق المتوفرة لأي عنصر في المستند المفتوح تقريبًا.
بدءًا من (iWork '08)، أصبحت معالجة النصوص وتخطيط الصفحات وضعين مختلفين. في وضع معالجة النصوص، يدعم البرنامج الرؤوس والتذييلات والحواشي السفلية والمخطط التفصيلي،[بحاجة لمصدر]إوإنشاء القوائم. يمكن للمستخدمين التعاون مع الآخرين في مستند. يتتبع البرنامج التغييرات التي يُجريها المستخدمون من خلال عرض تعديلات كل شخص بألوان مختلفة. يمكن للمستخدمين أيضًا إضافة تعليقات إلى جانب المستند. في وضع تخطيط الصفحة، يتمتع المستخدمون بالتحكم الكامل في موضع الأشياء على الصفحة. يمكن وضع الصور والنصوص في أي مكان على اللوحة القماشية.
كان برنامج بايجز يستخدم لعرض العديد من أدوات الكتابة المتقدمة الأخرى. لقد تم تجريد العديد من هذه العناصر من الإصدار الحالي. كان وضع "ملء الشاشة" (الذي تم تقديمه في "ماك أو إس إكس ليون") والمدعوم في إصدار 4.1، يخفي شريط القوائم وأشرطة الأدوات، مما يسمح للمستخدمين بالتركيز على مستند واحد دون تشتيت انتباههم بواسطة نوافذ أخرى على الشاشة؛ ومع ذلك، بعد إصدار 5، يتطلب وضع ملء الشاشة من المستخدم إخفاء أجزاء مختلفة يدويًا للكتابة المركزة ولا يتم فتح جزء الصور المصغرة للصفحة تلقائيًا عند تحريك المؤشر إلى الحافة اليسرى للشاشة. كانت الإصدارات السابقة تتميز بدمج البريد، والذي يقوم تلقائيًا بملء الحقول المخصصة ببيانات جهة الاتصال من تطبيقات دفتر العناوين أو الأرقام لإنشاء مستندات مخصصة. على سبيل المثال، إذا أراد مستخدم إرسال خطاب واحد إلى ثلاثة أشخاص، فإن دمج البريد يسمح للمستخدم بإنشاء مستند واحد مع حقول نائبة يتم ملؤها عند الطباعة. تمت إزالة ميزة دمج البريد تمامًا في الإصدار 5 ولم تعد موجودة حتى الإصدار 12.1. يتم تحديث الجداول والرسوم البيانية الملصقة من الأرقام تلقائيًا إذا تم تغيير جدول البيانات الأصلي.

## التوافق
يمكن للبرنامج استيراد بعض مستندات مايكروسوفت وورد (بما في ذلك تنسيق أوفس أوبن إكس إم إل الخاص بـ وورد 2007). كان بإمكان إصدار 4 والإصدارات الأقدم أيضًا استيراد مستندات معالجة الكلمات (AppleWorks)، وتصدير المستندات إلى نص منسق، ولكن تمت إزالة هذه الميزات في إصدار 5.0 ولم يتم استعادتها حتى إصدار 6.1. لا يزال بإمكان إصدار 5 تصدير الملفات بتنسيقات (PDF) و(EPUB) و مايكروسوفت وورد (DOC).
يمكن كتابة معادلات رياضية بسيطة ومعقدة لمستند البرنامج باستخدام (Grapher) في نظام ماك أو إس ، مما يوفر إمكانيات مماثلة لمحرر المعادلات من مايكروسوفت (بالإضافة إلى أدوات عرض ثنائية الأبعاد وثلاثية الأبعاد التي يمكن لبرنامج "Grapher" فقط استخدامها).
اعتبارًا من يناير 2015، لم يعد البرنامج يدعم تنسيق الملف أوبن ديكيومنت.
البرامج الوحيدة بخلاف برنامج بايجز التي يمكنها فتح ملفاتها هي مجموعة الإنتاجية (iWork) من أبل عبر آي كلاود من أبل، وليبر أوفيس، و(Jumpshare). يمكن لمستخدمي ويندوز عرض ملفات البرنامج وتحريرها باستخدام (iWork) لآي كلاود عبر متصفح الويب. يمكن لنظام آي كلاود أيضًا قراءة ملفات مايكروسوفت وورد وتحويل ملفات البرنامج إلى تنسيق مايكروسوفت وورد . يمكن لـ(Jumpshare) عرض ملفات البرنامج.
بخلاف الوصول إلى آي كلاود من خلال متصفح، لا يمكن لأي برنامج عرض ملف البرنامج أو تحريره رسميًا باستخدام ويندوز أو لينكس. من الممكن استرجاع بعض المحتوى من مستند تم إنشاؤه في إصدار '09 لأن ملف برنامج الصلفحات عبارة عن حزمة. يمكن للمستخدم فتح ملف البرنامج في برنامج فك الحزم أو عن طريق إعادة تسمية الملفات كملفات .zip في نظام التشغيل ويندوز (XP وما بعده) وسيجد معاينة بصيغة (.jpg) أو (.pdf) بالكامل للعرض والطباعة، على الرغم من أن هذا ممكن فقط إذا اختار منشئ ملفات (.pages) تضمين معاينة. سيجد المستخدم أيضًا ملف (.xml) يحتوي على نص غير منسق. يمكن أيضًا استخدام هذه العملية لمستخدمي إصدار 2008 من البرنامج لفتح المستندات المحفوظة في إصدار 2009، والتي ليست متوافقة مع الإصدارات السابقة.
يمكن لبرنامج بايجز أيضًا تصدير المستندات إلى عدة تنسيقات؛ ويتم الاحتفاظ بالتنسيق بشكل عام أثناء عملية التصدير.

## تاريخ الإصدار
| رقم الإصدار | تاريخ الإصدار  | التغييرات |
| ----------- | -------------- | --- |
| 1.0         | 11 يناير 2005  | الإصدار الأول. |
| 1.0.1       | 17 مارس 2005   | إصلاح أخطاء معزولة ومشاكل تسبب مشاكل لبعض المستخدمين. كما سمح بحذف صفحات القوالب. |
| 1.0.2       | 25 مايو 2005   | معالجة مشكلات التنقل بين الصفحات وتنظيمها. |
| 2.0         | 10 يناير 2006  | تم إصداره كجزء من (iWork '06). يتضمن قوالب جديدة، حسابات الجداول، إخفاء الصور بأشكال، ومنحنيات منحنى بيزيه حرة. |
| 2.0.1       | 26 أبريل 2006  | معالجة مشكلات مع الرسوم البيانية وضبط الصور. كما يعالج عدة مشكلات بسيطة أخرى. |
| 2.0.1v2     | 1 مايو 2006    | معالجة مشكلات مع الرسوم البيانية وضبط الصور. كما يعالج عدة مشكلات بسيطة أخرى. |
| 2.0.2       | 28 سبتمبر 2006 | معالجة مشكلات التوافق مع (Aperture). |
| 3.0         | 7 أغسطس 2007   | تم إصداره كجزء من (iWork '08). يقدم التوافق مع ملفات أوفس أوبن إكس إم إل (Microsoft Office 2007). تم تقديم ميزة تتبع التغييرات. أداة الشفافية للصور. يتطلب إصدار 3.0 فقط ثلث (260 ميغابايت) مساحة القرص الصلب التي يتطلبها إصدار 2.0 (760 ميغابايت) على الرغم من الوظائف المضافة. |
| 3.0.1       | 27 سبتمبر 2007 | معالجة مشكلات الأداء وتتبع التغييرات. |
| 3.0.2       | 29 يناير 2008  | معالجة توافق مع ماك أو إس. |
| 3.0.3       | 2 فبراير 2008  | معالجة مشكلات التوافق. |
| 4.0         | 6 يناير 2009   | تم إصداره كجزء من (iWork '09). ميزات جديدة تشمل إمكانية التحرير في وضع ملء الشاشة، وتحسين التوافق مع مايكروسوفت أوفيس، ووضع مخطط تفصيلي، وخيار تحميل المستندات إلى خدمة (iWork.com) الجديدة، وتوسيع قابلية التهيئة لميزة "تتبع التغييرات". |
| 4.0.1       | 26 مارس 2009   | تحسين الاعتمادية عند العمل مع (EndNote X2) أو (MathType 6)، أو حذف ملفات البرنامج. |
| 4.0.2       | 28 مايو 2009   | تحسين الاعتمادية عند حفظ المستندات. |
| 4.0.3       | 28 سبتمبر 2009 | تحسين الاعتمادية مع وضع ملء الشاشة، وتطبيق الشفافية على الصور، واستشهادات (EndNote). |
| 4.0.4       | 26 أغسطس 2010  | إضافة دعم لتصدير صيغة كتاب النشر الإلكتروني (للاستخدام مع كتب (أبل)) وحل مشاكل مع الجداول. |
| 4.0.5       | 5 يناير 2011   | تحسين إمكانية قراءة مستندات (EPUB) المصدرة. |
| 4.1         | 20 يوليو 2011  | إضافة دعم لنظام ماك أو إس إكس ليون، بما في ذلك ملء الشاشة، Resume، الحفظ التلقائي، الإصدارات، و"منتقي الأحرف". تحسين التوافق مع Microsoft Office. |
| 4.2         | 25 يوليو 2012  | إضافة دعم لنظام ماك أو إس إكس ماونتين ليون وتخزين المستندات في آي كلاود. |
| 4.3         | 4 ديسمبر 2012  | إضافة دعم لتطبيقات (iWork) لآي أو إس 1.7. |
| 5.0         | 22 أكتوبر 2013 | إضافة إمكانية التعاون عبر الإنترنت بين أجهزة ماك وأي أو إس وكذلك عبر الويب باستخدام (iCloud.com). تمت إزالة العديد من الميزات المتقدمة، بما في ذلك دمج البريد، ربط مربعات النصوص، إعداد التكبير الافتراضي، تنسيق الكتاب، عدد الصفحات، الإشارات المرجعية، الصور في الجداول، وإمكانية قراءة/تصدير ملفات (RTF). |
| 5.0.1       | 21 نوفمبر 2013 | إضافة إمكانية تخصيص شريط الأدوات بالأدوات الأكثر أهمية. تحسين الاستقرار وإصلاح الأخطاء. |
| 5.1         | 24 يناير 2014  | إعادة إضافة المسطرة العمودية وعدد من الميزات الأخرى. تحسين الاستقرار وإصلاح الأخطاء. |
| 5.2         | 1 أبريل 2014   | إضافة خيار "العرض فقط" عند المشاركة عبر آي كلاود. تحسين دعم اللغات ثنائية الاتجاه مثل العبرية والعربية. تحسين ميزة (Instant Alpha)، مربعات النصوص، تصدير الكتب الإلكترونية، ودعم أبل سكريبت. |
| 5.2.2       | 21 أغسطس 2014  | تحسينات على الاستقرار وإصلاح الأخطاء. |
| 5.5.1       | 6 نوفمبر 2014  | تحسينات على الاستقرار وإصلاح الأخطاء. |
| 5.5.2       | 8 يناير 2015   | تحسينات الاستقرار وإصلاح الأخطاء. |
| 5.5.3       | 21 أبريل 2015  | تحسينات الاستقرار وإصلاح الأخطاء. |
| 5.6         | 15 أكتوبر 2015 | تحسينات لأداء أو إس إكس إل كابيتان، بالإضافة إلى تحسينات الاستقرار وإصلاح الأخطاء. |
| 5.6.1       | 11 نوفمبر 2015 | تحسينات الاستقرار وإصلاح الأخطاء. |
| 5.6.2       | 10 مايو 2016   | تحسينات الاستقرار وإصلاح الأخطاء. |
| 6.0         | 20 سبتمبر 2016 | التحديث لدعم (macOS Sierra)، بما في ذلك التعاون في الوقت الحقيقي (نسخة تجريبية)، ودعم مستندات (Pages '05)، وإضافة التبويبات لفتح مستندات متعددة في نافذة واحدة. |
| 6.0.5       | 27 أكتوبر 2016 | دعم شريط اللمس على جهاز ماك بوك برو 2016، وتحسينات في الاستقرار والأداء. |
| 6.1         | 27 مارس 2017   | دعم تنسيق الفوق/الأسفل، ودعم معادلات لاتخ وماث إم إل، ودعم بصمة اللمس، ودعم الاستيراد/التصدير ل(RTF)، ودعم الربط، ودعم التاريخ/الوقت/العملة القابلة للتخصيص. |
| 6.2         | 13 يونيو 2017  | تم تحديثه مع (Numbers) و(Keynote) بمكتبة أشكال جديدة ودعم الرد على التعليقات ولوحة تفضيلات "التصحيح التلقائي". تتضمن الميزات الجديدة الخاصة مربعات نصية مرتبطة والقدرة على إنشاء ملفات تخطيط (EPUB) ثابتة. |
| 6.3.1       | 17 نوفمبر 2017 | تم تحسين تصدير (PDF) لعرض جدول محتويات المستند في الشريط الجانبي في (Preview) وتطبيقات عارض (PDF) الأخرى. يمكنك سحب وإفلات الصفوف في الجداول التي تمتد على عدة صفحات. |
| 7.0         | 27 مارس 2018   | إنشاء كتب رقمية باستخدام قوالب كتب جديدة. تعاون في الوقت الفعلي على المستندات المخزنة في Box (يتطلب ماك أو إس هاي سييرا). عرض الصفحات أثناء العمل. تشغيل الصفحات المتقابلة لتنسيق مستندك على شكل صفحات متباعدة. إضافة معرض صور لعرض مجموعة من الصور على نفس الصفحة. إنشاء صفحات رئيسية للحفاظ على اتساق التصميم عبر مستند تخطيط الصفحة. استخدام مخططات الدونات لتصور البيانات. إضافة مجموعة متنوعة من الأشكال الجديدة القابلة للتحرير. خيارات إضافية لتقليل حجم ملف المستندات. خيار جديد لتنسيق الكسور تلقائيًا أثناء الكتابة.                 |
| 7.0.1       | 3 مايو 2018    | تحسينات الاستقرار والأداء. |
| 7.1         | 18 يونيو 2018  | تتبع تغييرات النص في الأشكال ومربعات النص. إضافة الألوان والصور إلى الخلفيات في مستندات تخطيط الصفحة. زوايا مدورة على الأعمدة والأشرطة للمخططات. إضافة معادلات رياضية إلى مستندات تخطيط الصفحة باستخدام تدوين لاتخ وماث إم إل. مجموعة متنوعة من الأشكال الجديدة القابلة للتحرير. دعم محسّن للغتين العربية والعبرية. |
| 7.2         | 17 سبتمبر 2018 | تسجيل وتحرير وتشغيل الصوت مباشرة على الصفحة. دعم "الوضع الليلي". تتيح الكاميرا استمرارية التقاط صورة أو مسح مستند باستخدام آيفون أو آي باد وتظهر تلقائيًا في المستند. يتطلب ماك أو إس موهافي. |
| 7.3         | 7 نوفمبر 2018  | نشر الكتب مباشرة على كتب (أبل) للتنزيل أو الشراء. |
| 8.0         | 28 مارس 2019   | استخدام عرض جدول المحتويات الجديد للتنقل بسهولة في مستند أو كتاب. مزامنة الأشكال والقوالب المخصصة تلقائيًا مع جميع الأجهزة باستخدام آي كلاود. إضافة أدلة المحاذاة إلى الصفحات الرئيسية للمساعدة في التخطيط. تحسين الأداء أثناء التعاون في المستندات. إدراج جداول المحتويات وتحرير الكائنات المجمعة أثناء التعاون. في الصينية واليابانية والكورية، يمكن للمرء الآن الكتابة عموديًا في المستند بالكامل أو مربع نص فردي. |
| 8.1         | 25 يونيو 2019  | القيام بتصميم النص عن طريق ملئه بتدرجات أو صور، أو عن طريق تطبيق أنماط مخطط تفصيلي جديدة. نسخ ولصق الصفحات أو الأقسام بين المستندات. إنشاء روابط من النص إلى صفحات أخرى في مستند تخطيط الصفحة. وضع الصور والأشكال والمعادلات في سطر واحد في مربعات النص بحيث تتحرك مع النص. استخدام اكتشاف الوجه، يتم وضع الكائنات في الصور بذكاء في العناصر النائبة والكائنات. عيادة تطبيق صفحة رئيسية حتى تعود العناصر النائبة للنص والوسائط إلى نمطها وموضعها الافتراضيين. إنشاء كتب باستخدام قوالب جديدة للروايات (متوفرة باللغة الإنجليزية فقط).         |
| 8.2         | 30 سبتمبر 2019 | تعيين الخط الافتراضي وحجم الخط المستخدم لجميع المستندات الجديدة التي تم إنشاؤها من قوالب أساسية. الانتقال إلى صفحة معينة في المستند باستخدام أمر قائمة جديد. إضافة أفلام بتنسيق (HEVC) إلى المستندات، مما يتيح تقليل حجم الملف مع الحفاظ على الجودة المرئية. |
| 10.0        | 31 مارس 2020   | قوالب جديدة (اختر من بين مجموعة متنوعة من القوالب الجديدة). مشاركة مجلد كلود درايف. أحرف كبيرة منسدلة: إضافة حرف كبير منسدل لجعل الفقرة تبرز بحرف أول كبير ومزخرف. وضع لون أو تدرج أو صورة على خلفية أي مستند. يمكنك الوصول بسهولة إلى القوالب التي استخدمتها مؤخرًا في أداة اختيار القوالب المعاد تصميمها. طبع أو تصدير ملف (PDF) من مستندك مع التعليقات المضمنة. تحرير المستندات المشتركة أثناء عدم الاتصال بالإنترنت وسيتم تحميل تغييراتك عند الاتصال بالإنترنت مرة أخرى. تعزيز مستنداتك بمجموعة متنوعة من الأشكال الجديدة القابلة للتحرير. |
| 10.1        | 9 يوليو 2020   | تشغيل مقاطع فيديو يوتيبو وفيميو مباشرة في المستندات. إضافة التسميات التوضيحية والعناوين إلى الصور ومقاطع الفيديو والأشكال والأشياء الأخرى. إنشاء صيغ أكثر مرونة باستخدام وظائف جديدة. استيراد كتاب كتب (أبل) للعمل عليه في البرنامج. |
| 10.2        | 22 سبتمبر 2020 | اختيار من بين قوالب التقارير الجديدة للمساعدة في البدء. تعزيز المستندات بمجموعة متنوعة من الأشكال الجديدة القابلة للتحرير. يتطلب ماك أو إس كاتالينا. |
| 11.1        | 1 يونيو 2021   | يدعم إضافة روابط إلى صفحات الويب وعناوين البريد الإلكتروني وأرقام الهواتف من أشياء مثل الأشكال أو الخطوط أو الصور أو الرسومات أو مربعات النص. يمكن للمُدرسين الذين يستخدمون تطبيق (Schoolwork) لتعيين الأنشطة في البرنامج، عرض تقدم الطلاب، بما في ذلك عدد الكلمات والوقت المستغرق. |
| 11.2        | 28 سبتمبر 2021 | القدرة على نشر الكتب مع انتشار صفحتين، وصور محسّنة، وإصدارات أكثر مرونة. ترجمة فورية لما يصل إلى 11 لغة على المستند. تعاون أكثر مرونة للسماح للمشاركين بإضافة آخرين إلى مستند مشترك. إنشاء مستندات جديدة من أيقونة التطبيق في (Dock). مخططات رادار جديدة. يتطلب ماك أو إس بيغ سور. |
| 12.0        | 7 أبريل 2022   | تمت إضافة دعم الاختصارات على ماك أو إس مونتيري. أيقونة محدثة لنظامي التشغيل (iOS) و(iPadOS). القدرة على النشر على كتب (أبل) بأحجام ملفات تصل إلى 2 جيجابايت. القدرة على قراءة التعليقات وتتبع التغييرات باستخدام (VoiceOver). |
| 12.1        | 21 يونيو 2022  | تمت إعادة تقديم إمكانيات دمج البريد المحسنة (التي تمت إزالتها في الإصدار 5.0). تمت إضافة القدرة على تصدير مستند البرنامج إلى تنسيق نص عادي. قوالب جديدة لدعوات الأحداث والشهادات. |
| 12.2        | 25 أكتوبر 2022 | تمت إضافة عرض النشاط الذي يُظهِر التغييرات الأخيرة في المستندات التعاونية. مشاركة ومشاهدة التغييرات على مستند تعاوني في رسائل (أبل) (يتطلب آي أو إس 16 أو آي باد أو إس 16 أو ماك أو إس فينتورا). قالب تخطيط فارغ جديد لترتيب النصوص والرسومات بحرية. أزل خلفية الصورة تلقائيًا لعزل موضوعها (يتطلب آي أو إس 16 أو آي باد أو إس 16 أو ماك أو إس فينتورا). |
| 13.0        | 30 مارس 2023   | يدعم تصدير وإرسال مستند بتنسيق مختلف عن قائمة المشاركة. تتضمن قوالب التقارير وتدوين الملاحظات والرسائل والملخصات نصًا مؤقتًا مع تعليمات. يضيف دعمًا لتمرير قلم أبل على أجهزة آي باد المتوافقة. |
| 13.1        | 13 يونيو 2023  | يدعم بدء الكتابة في الملاحظات، ثم فتح الملاحظة المحددة في الصفحات باستخدام ميزات تصميم وتخطيط قوية. مدعوم على: ماك أو إس وآي أو إس وآي باد أو إس. |
| 13.2        | 21 سبتمبر 2023 | يدعم إضافة ملصقات ثلاثية الأبعاد وملصقات عادية وتوقعات الكلمات المضمنة للنص أثناء الكتابة وبدء التعاون تلقائيًا في مكالمة فيس تايم والعثور على اقتراحات المستندات في شريط البحث المميز وميزة التقرير البسيطة الجديدة التي تسهل تزيين الصفحة وتصميم الحدود بألوان وخيارات جديدة للحدود وإزالة الحدود الخارجية من المستندات والرسوم البيانية من مايكروسوفت أوفيس. يتطلب: ماك أو إس فينتورا أو أحدث، وآي أو إس 16 أو أحدث، وآي باد أو إس 16 أو أحدث.                                                                                              |
| 14.0        | 15 أبريل 2024  | يدعم: تحديد كلمات أو أجزاء متعددة غير متجاورة من النص باستخدام مفتاح أوامر. يمكن استخدام تحديد النص غير المتجاور لأداء نفس الإجراء بسهولة — مثل تغيير تنسيق النص أو الفقرة — على تحديدات معينة في جميع أنحاء المستند. يتطلب: ماك أو إس فينتورا أو أحدث، وآي أو إس 16 أو أحدث، وآي باد أو إس 16 أو أحدث. |